# Коалиционная партия (Норвегия)
Коалиционная партия (норв. Samlingspartiet) — бывшая центристская политическая коалиционная партия в Норвегии. Создана в 1903 году из Консервативной и Умеренной либеральной партий и независимых либералов для противодействия радикализму политического союза Либеральной партии, а также активному росту социал-демократического движения. Первоначально сформированная для проведения более осторожной линии переговоров в отношении Швеции, партия полностью поменяла своё отношение к унии и приняла участие в кабинете министров Михельсена, который завершился роспуском союза Норвегии и Швеции в 1905 году. В число ведущих членов коалиции входили сам Кристиан Михельсен, Воллерт Конов и Бьёрнстьерне Бьёрнсон.

## История
Коалиционная партия участвовала в выборах 1903 года, основываясь на своих обещаниях вести переговоры со Швецией относительно прав Норвегии на консульства, в противовес радикальной линии Либеральной партии. Помимо революционного государства, партия опасалась образования республики, а также потенциальной иностранной интервенции. Оптимизм среди норвежцев по поводу успеха этих переговоров был высоким и Коалиционная партия и консерваторы получили 63 места в норвежском парламенте против 49 либералов. 22 октября 1903 года был сформирован второй кабинет Хагерупа во главе с Фрэнсисом Хагерупом из Коалиционной партии. В начале 1905 года партия раскололась, когда большинство проголосовало против Хагерупа в пользу более решительной линии, в результате чего его правительство было заменено широким коалиционным правительством под руководством Кристиана Михельсена, в котором также участвовала Либеральная партия. Это правительство привело к роспуску союза между Норвегией и Швецией в 1905 году.
После обретения Норвегией независимости были попытки создать союз всех несоциалистических партий. Но после решения профсоюзного вопроса внутреннее единство распалось, и разгорелись споры, которые ранее подавлялись. Либеральная партия отказалась присоединиться к союзу. Парламентские выборы 1906 года превратились в основном в борьбу между либералами и Коалиционной партией. Точные цифры результатов выборов сложно определить, поскольку была введена новая избирательная система с одномандатными округами и множественной системой голосования, при которой многие представители были избраны как независимые и присоединились к парламентской фракции только после выборов. По оценкам Статистического управления Норвегии, кандидаты, связанные с Коалиционной партией, набрали 32,8 % голосов, а Либеральная партия — 49,9 %. 75 из 123 избранных депутатов присоединились к фракции либералов. Однако некоторые из них на самом деле были избраны кандидатами от Коалиционной партии.
Кабинет Михельсена оставался у власти, поскольку фракция либерального парламента не была достаточно сплочённой, чтобы бросить ему вызов, пока Михельсен не ушёл в отставку из-за плохого состояния здоровья в октябре 1907 года. К этому времени консерваторы отказались от идеи единой несоциалистической партии, поскольку было ясно, что Либеральная партия к ней не присоединится. Коалиционная партия фактически прекратила своё существование к 1909 году, хотя некоторые бывшие либералы под влиянием Михельсена сформировали Свободно мыслящую либеральную партию в тесном сотрудничестве с консерваторами, а название «Коалиционная партия» осталось в использовании некоторыми местными отделениями Консервативной партии до 1930-х годов.